# フランチェスカ・ボージオ
フランチェスカ・ボージオ（Francesca Bosio、1997年8月7日 - ）は、イタリアの女子バレーボール選手。ポジションはセッター。イタリア代表。

## 来歴

### クラブチーム
ミラノ出身。2013年、Unendo Yamamay Busto Arsizioへ入団。2014年7月、イゴール・ゴルゴンゾーラ・ノヴァーラへ移籍し、2014/15シーズンのイタリアセリエA1リーグで準優勝、イタリアカップで優勝した。2016年、セリエA2所属だったPolisportiva Filottrano Pallavoloへ加入し、チームをセリエA1リーグ昇格へ導いた。2018/19シーズンはクーネオ・グランダ・バレーへ移籍し1年間プレーした。2019年7月、キエーリ'76・バレーボールへの移籍が発表され、2020/21シーズンからは正セッターとして活躍し、2022/23シーズンはイタリアセリエA1リーグ5位、Challenge Cupで優勝を果たした。2023年5月、再びイゴール・ゴルゴンゾーラ・ノヴァーラへの加入が発表され、2023/24シーズンのイタリアセリエA1リーグ4位、Challenge Cupで優勝した。

### 代表チーム
アンダーカテゴリーの代表として2014年、U-19欧州選手権に出場した。2015年、U-23世界選手権に出場し6位となった。2019年、シニア代表に初選出される。2021年、ネーションズリーグでは正セッターとして活躍した。2023年にはネーションズリーグ、パリ五輪予選に出場した。

## 球歴
- ネーションズリーグ - 2021年、2023年、2024年
- 欧州選手権 - 2023年

## 所属クラブ
- Unendo Yamamay Busto Arsizio（2013-2014年）
- イゴール・ゴルゴンゾーラ・ノヴァーラ（2014-2016年）
- Polisportiva Filottrano Pallavolo（2016-2018年）
- クーネオ・グランダ・バレー（2018-2019年）
- キエーリ'76・バレーボール（2019-2023年）
- イゴール・ゴルゴンゾーラ・ノヴァーラ（2023年-）